# Jackson Laundry
Jackson Laundry né le 7 septembre 1993, est un triathlète professionnel canadien, multiple vainqueur sur Ironman 70.3.

## Biographie

### Jeunesse
Jackson Laundry a l'école primaire se lance dans le cross-country mais commence l'entrainement durant ses années au collège. Le Canadien se lance dans le triple effort alors qu'il étudiait à l'Université de Guelph. Après plusieurs victoires sur des triathlons de distance olympique d'Amérique du Nord, il devient professionnel en 2014.

### Carrière en triathlon
En 2021, à Saint George en Utah, Jackson prend la 5e place au championnat du monde d'Ironman 70.3. L'année d'après, il remporte l'Ironman 70.3 de Californie devant son compatriote Lionel Sanders vice-champion du monde Ironman 2017 à Kailua-Kona.

### Vie privée
Jackson vit à Belleville dans l'Ontario.

## Palmarès
Le tableau présente les résultats les plus significatifs (podium) obtenus sur le circuit international de triathlon depuis 2018,.
| Année | Compétition                 | Pays       | Position          | Temps           |
| ----- | --------------------------- | ---------- | ----------------- | --------------- |
| 2022  | Ironman 70.3 Californie     | États-Unis | Médaille d'or     | 3 h 44 min 59 s |
| 2021  | Ironman 70.3 Équateur       | Équateur   | Médaille d'or     | 3 h 53 min 55 s |
| 2020  | Championnat du Canada       | Canada     | Médaille d'or     | 1 h 47 min 26 s |
| 2020  | Ironman 70.3 Campeche       | Mexique    | Médaille d'argent | 3 h 50 min 9 s  |
| 2019  | Ironman 70.3 Mont Tremblant | Canada     | Médaille d'or     | 3 h 48 min 25 s |
| 2019  | Ironman 70.3 Chattanooga    | États-Unis | Médaille d'argent | 3 h 50 min 43 s |
| 2018  | Ironman 70.3 Raleigh        | États-Unis | Médaille d'or     | 3 h 55 min 20 s |
| 2018  | Ironman 70.3 Santa Rosa     | États-Unis | Médaille d'argent | 3 h 21 min 7 s  |
| 2018  | Ironman 70.3 Augusta        | États-Unis | Médaille d'argent | 3 h 44 min 50 s |
| 2018  | Ironman 70.3 Chattanooga    | États-Unis | Médaille d'argent | 3 h 47 min 16 s |